# Notonecta

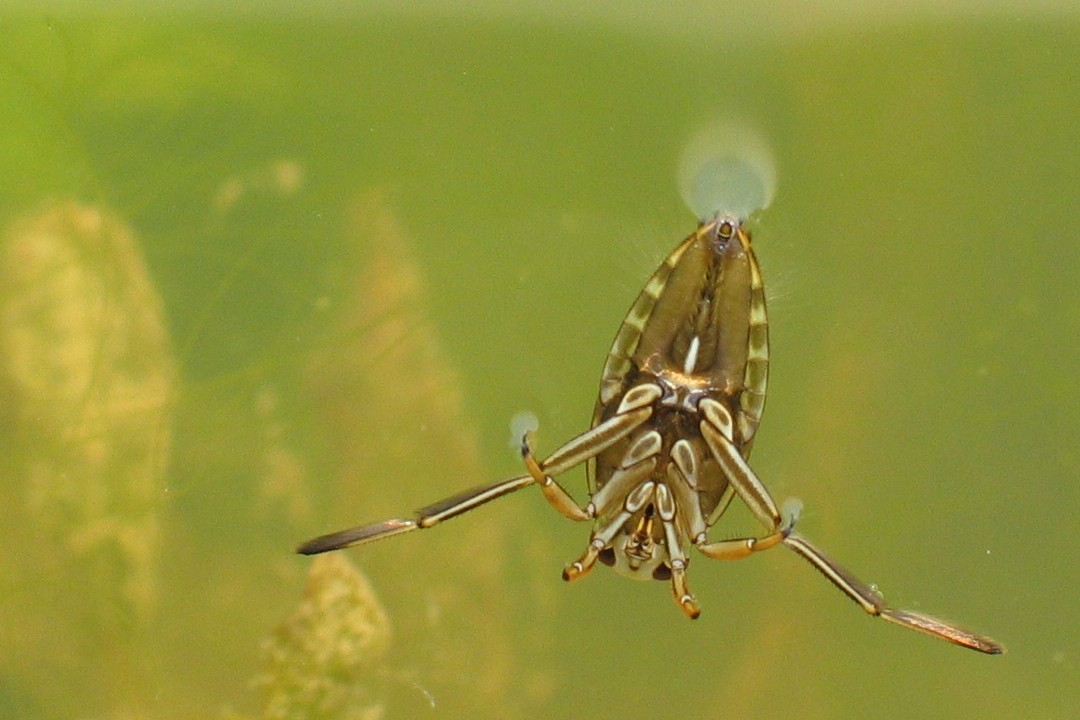
Notonecta glauca, una espècie freqüent a Catalunya, nedant d'esquena

Notonecta és un gènere d'hemípters heteròpters de la família Notonectidae. Són insectes aquàtics que neden d'esquena, amb el ventre orientat vers la superfície.

## Taxonomia
El gènere Notonecta inclou les següents espècies:
- Notonecta amplifica
- Notonecta arabiensis
- Notonecta australis
- Notonecta bicirca
- Notonecta bicircoidea
- Notonecta bifasciata

- Notonecta borealis
- Notonecta glauca
- Notonecta hoffmanni
- Notonecta indica
- Notonecta insulata
- Notonecta irrorata
- Notonecta kirbyi
- Notonecta lobata
- Notonecta lunata
- Notonecta maculata
- Notonecta marmorea
- Notonecta meridionalis
- Notonecta montezuma
- Notonecta obliqua
- Notonecta ochrothoe
- Notonecta pallidula
- Notonecta petrunkevitchi
- Notonecta raleighi
- Notonecta repanda
- Notonecta shooteri
- Notonecta spinosa
- Notonecta uhleri
- Notonecta undulata
- Notonecta unifasciata
- Notonecta viridis